# Ульмень
Ульме́нь — река в России, протекает в Турочакском районе Республики Алтай. Устье реки находится в 194 км по правому берегу реки Бия, в селе Дмитриевка. Длина реки составляет 48 км.

## Притоки
- 6 км: Курлем
- Медвежонок
- Беляева
- Карагач
- 26 км: Личим
- Макарьевка
- Поповка
- Бурчанинова
- Петрушевка
- Ульмешка

## Данные водного реестра
По данным государственного водного реестра России относится к Верхнеобскому бассейновому округу, водохозяйственный участок реки — Бия, речной подбассейн реки — Бия и Катунь. Речной бассейн реки — (Верхняя) Обь до впадения Иртыша.